# Yonex
Yonex Co., Ltd. (ヨネックス株式会社, Yonekkusu Kabushiki-gaisha) (TYO: 7906) é uma empresa japonesa de equipamentos esportivos para badminton, golfe, e tênis, que produz raquetes, equipamentos de golfe, sapatos, petecas de badminton, bola de tênis, e outros equipamentos para esses esportes.

## Fornecimento e patrocínio
Yonex patrocina com materiais oficias para ligas, atletas e federações:

### Comitês Olimpícos
- Singapura nos Jogos Olímpicos

### Futebol

#### Clubes
- Kashiwa Reysol
- Avispa Fukuoka

### Tênis

#### Masculino
- Stanislas Wawrinka
- Lleyton Hewitt
- Juan Mónaco
- Joachim Johansson
- Nick Kyrgios

- Borna Ćorić
- Ričardas Berankis
- Go Soeda
- Pierre-Hugues Herbert
- Francis Tiafoe

Yoshihito Nishioka

#### Feminino
- Ana Ivanovic
- Sabine Lisicki
- Angelique Kerber
- Maria Kirilenko
- Kimiko Date-Krumm
- Martina Hingis
- Su-Wei Hsieh
- Zheng Jie
- Ayumi Morita
- Rika Fujiwara
- Renata Voracova
- Darija Jurak
- Belinda Bencic
- Donna Vekic
- Coco Vandeweghe
- Julia Glushko
- Anhelina Kalinina
- Mayo Hibi
- Wang Qiang
- Andrea Hlavackova
- Daria Gavrilova
- Zhang Ling
- Nicole Vaidisova

## Yonex Badminton
| Masculino - Peter Gade - Mathias Boe - Carsten Mogensen - Thomas Laybourn - Sony Dwi Kuncoro - Candra Wijaya - Taufik Hidayat - Lee Chong Wei - Tan Boon Heong - Koo Kien Keat - Hock Lai Lee - Anubhav Punetha - Robert Mateusiak - Marc Zwiebler - Lin Dan | Estrangeiros - Saina Nehwal - Chien Yu-chin - Chin Eei Hui - Wong Pei Tty - Petya Nedelcheva - Anastasia Russkikh - Nadiezda Zieba - Christinna Pedersen - Ratchanok Inthanon |  |